# Denís Fonvizin
Denís Fonvizin   (Moscou, 3 d'abril de 1745 (Julià) - Sant Petersburg, 1 de desembre de 1792 (Julià)), nom complet amb patronímic Denís Ivànovitx Fonvizin (o Von Wiesen), rus: Дени́с Ива́нович Фонви́зин, fou un escriptor, dramaturg, diplomàtic i traductor rus de la Il·lustració.

## Biografia
Descendent d'una noble família d'ascendència livònia-alemanya, va cursar estudis al seminari de nobles i després a la Universitat de Moscou; va treballar com a traductor en la Cancelleria d'Afers Exteriors, on va fer una bona carrera diplomàtica al servei del comte Nikita Panin, un dels nobles més importants durant el regnat de Caterina II de Rússia. En 1773 els seus serveis van ser recompensats amb l'adjudicació de diverses finques, inclosos 1180 serfs camperols. El matrimoni amb una acabalada vídua va acabar a més amb els seus problemes econòmics. A causa de la protecció de Panin, Fonvizin va poder escriure obres de teatre crítiques sense por de ser detingut i, a la fi de la dècada del 1760, va escriure la primera de les seves dues famoses comèdies, El brigadier (rus: Бригадный)
Des de jove va mantenir estret contacte amb els ambients literaris de la capital i va freqüentar la companyia de Mikhaïl Kheràskov, Ippolit Bogdanóvitx, Gavriïl Derjavin i Iàkov Kniajín i es va interessar vivament pel teatre. Les seves activitats literàries i públiques i la mordaç sàtira de les seves obres van molestar l'emperadriu Caterina, que el va trobar massa independent, gairebé subversiu. Les seves publicacions van ser prohibides i l'amargat escriptor va buscar consol en els viatges i en la religió.
En 1777 va viatjar a França, on va conèixer a l'enciclopedista D'Alembert, a Marmontel i d'altres destacats escriptors francesos. Retirat del servei actiu en 1782, va viatjar en nombroses ocasions a França, Itàlia i Àustria. Va morir després d'un atac d'hemiplegia i està enterrat al cementiri del Monestir d'Alexandre Nevski, a Sant Petersburg.

## Obres i influència
La reputació de Fonvizin es basa gairebé completament en les seves dues comèdies, que són sense cap dubte les obres més populars de Rússia abans de l'obra d'Aleksandr Griboiédov Горе от ума, transcrit Gore ot uma. Totes dues estan en prosa i s'adhereixen als cànons de la comèdia clàssica. El model principal de Fonvizin, però, no era Molière, sinó el gran dramaturg danès Ludvig Holberg, que va llegir en alemany, i algunes de les obres del qual havia traduït.
Les dues comèdies són obres de sàtira social amb els eixos definits per polvoritzar. El brigadier és una sàtira contra la moda de la semi-educació francesa dels petits-maîtres  (la francofília dels russos afrancesats). Està plena de diversió excel·lent i, tot i que menys seriosa que el El menor (rus: Недоросль, transcrit Nedorosl, està millor construïda. Però El menor, tot i que imperfecta en construcció dramàtica, és un treball més notable i justament considerat com l'obra mestra de Fonvizin.
El punt de la sàtira a El menor es dirigeix contra la cruesa brutal i egoista i la barbàrie de la noblesa rural sense educació. El personatge central, Mitrofanuixka, és el tipus consumat d'egoisme vulgar i brutal, no redimit per una sola característica humana - fins i tot la seva afectuosa mare no rep res d'ell pel seu patiment. El diàleg d'aquests personatges viciosos (en contrast amb el llenguatge rebuscat dels amants i els seus oncles virtuosos) és fidel a la vida i finament individualitzada; i tots ells són obres mestres de la caracterització - una introducció digna de la gran galeria de retrats de la literatura russa.
Com a prosista va escriure un Tractat sobre les lleis fonamentals de l'Estat, 1782, escrit per a l'hereu del tron; Assaig del diccionari de llengua russa, Prec a la Minerva russa de part dels escriptors russos i, molt especialment, la seva sàtira social Gramàtica general cortesana. També són molt apreciats el seu Epistolari, d'excel·lent estil, i uns apunts autobiogràfics, Confessió sincera dels meus actes i pensaments.
Com a mesura de la seva popularitat, diverses expressions de El menor s'han convertit en proverbis, i molts autors (entre els quals Aleksandr Puixkin) citen regularment aquesta obra, o almenys en fan referència indirecta en esmentar els noms dels personatges.